# 夏永 (嘉靖進士)
夏永（？—？），字吉甫，遼東廣寧前屯衛人，官籍，明朝政治人物。

## 生平
嘉靖二十五年（1546年）丙午科順天府鄉試第八十六名舉人。嘉靖三十八年（1559年）中式己未科會試第二百八名，三甲第一百九十一名進士。授太湖县知县。

## 家族
曾祖夏進；祖父夏賢；父夏景明，貢士。母康氏。永感下。弟夏昶。